# Schlettach
Schlettach ist ein Gemeindeteil der oberfränkischen Gemeinde Weitramsdorf im Landkreis Coburg.

## Geographie
Schlettach liegt etwa acht Kilometer nordwestlich von Coburg im Callenberger Forst, nahe der bayerisch-thüringischen Landesgrenze. Eine Gemeindeverbindungsstraße von Weitramsdorf nach Sülzfeld führt durch den Ort.

## Geschichte
Die erste urkundliche Erwähnung war im Jahre 1149. Eine weitere Nennung erfolgte 1245, als Hermann von Rotenhan als Schadenersatz vier Lehen zu „Sledde“ dem Klosteramt Tambach übergab. Anfang des 14. Jahrhunderts lag das Dorf im Herrschaftsbereich der Henneberger. 1353 kam der Ort mit dem Coburger Land im Erbgang zu den Wettinern und war somit ab 1485 Teil des Kurfürstentums Sachsen, aus dem später das Herzogtum Sachsen-Coburg hervorging.
Eine Kapelle oder Kirche stand in Schlettach seit Beginn des 15. Jahrhunderts, die der Pfarrei Gauerstadt unterstand und zu deren Sprengel auch das größere Weitramsdorf gehörte. Das Patrozinium des Gotteshauses war St. Nikolaus. In den 1520er Jahren wurde die Reformation eingeführt. In der Folge wurde Schlettach eine eigenständige Pfarrei. Im Verlauf des Dreißigjährigen Krieges wurde das Dorf 1634 total zerstört. Die Kirche war schwer beschädigt worden und wurde nicht mehr aufgebaut. Die Gottesdienste wurden dann in der Weitramsdorfer Kirche gefeiert. Die Kirchenruine diente unter anderem als Steinbruch für das 1815 in Weitramsdorf gebaute Schulhaus. 1654 lag Schlettach noch öd.
1864 zählte das Dorf 10 Häuser und 55 Einwohner. Zum 1. Juli 1869 erfolgte die Eingemeindung nach Weitramsdorf.
1925 lebten 58 Personen in 9 Wohnhäusern. Nach dem Zweiten Weltkrieg prägte bis 1989 die direkte Lage an der innerdeutschen Grenze den Ort. Im Jahr 1987 hatte Schlettach 66 Einwohner und 22 Wohnhäuser mit 26 Wohnungen.

### Einwohnerentwicklung
| Jahr      | 1864 | 1925 | 1950 | 1970 | 1987 | 2004 |
| --------- | ---- | ---- | ---- | ---- | ---- | ---- |
| Einwohner | 55   | 58   | 78   | 50   | 66   | 50   |